# Макув (Малопольское воеводство)
Ма́кув (пол. Maków) — село в Польше в сельской гмине Голча Мехувского повета Малопольского воеводства.
Село располагается в 4 км от административного центра гмины села Голча, в 10 км от административного центра повета города Мехув и в 34 км от административного центра воеводства города Краков.
В 1975—1998 годах село входило в состав Краковского воеводства.